# WWE SmackDown! Shut Your Mouth
WWE SmackDown! Shut Your Mouth (Exciting Pro Wrestling 4 в Японии) — компьютерная игра 2002 года для PlayStation 2 в жанре симулятора рестлинга, разработанная Yuke’s, и изданная THQ. Игра оснонована на рестлинг-промоушне World Wrestling Entertainment (WWE).
Игра входит в серию WWE SmackDown! (позже WWE SmackDown! vs. Raw, WWE и WWE2K), являясь четвертой её частью.
Эта игра стала продолжением WWF SmackDown! Just Bring It и была продолжена WWE SmackDown! Here Comes the Pain. Это также первая игра в серии, названная под брендом WWE.

## Игровой процесс
Сезонный режим был удлинен до двух игровых лет и включает в себя разделение брендов с участием Raw Рика Флэра и SmackDown! Винса Макмэна. Впервые в «сезоне» могут участвовать только суперзвезды WWE. В течение первых нескольких месяцев первого года игроки соревнуются исключительно на шоу, на которое они были призваны, состоящем из четырех шоу Raw или четырех шоу SmackDown! плюс ежемесячное pay-per-view (PPV). Если персонаж игрока является созданным или если рейтинг оригинальной суперзвезды ниже 60, то вместо этого он будет выступать на Sunday Night HEAT. В конце концов, игрок будет задействован в двух основных телевизионных шоу, участвуя в двух шоу Raw и двух SmackDown! и в событии PPV. Одна из сюжетных линий основана на nWo начала 2002 года, в которую входили Халк Хоган, Кевин Нэш и Икс-пак (который заменил уволенного Скотта Холла).
Как и в предшественнике WWF SmackDown! Just Bring It, Shut Your Mouth за чемпионские титулы нельзя бороться в «выставочном режиме», а защищать их можно только в «сезоне». В игру включены все основные титулы того времени, за исключением женского чемпионства WWE. Различные разблокируемые возможности, такие как альтернативные костюмы игроков, дополнительные приемы и арены, можно разблокировать в «сезоне».
Телевизионные и платные мероприятия проводятся с арены SmackDown!, внешний вид которой основан на «Мэдисон-сквер-гарден». Хотя в начале каждого шоу Джим Росс объявляет разный город, внешнее оформление остается неизменным. Примечательными местами являются остановка нью-йоркского метрополитена под названием SmackDown! Station, Таймс-сквер и The World. В игре представлены несколько арен, на которых WWE проводила мероприятия в 2001 и 2002 годах. Также есть арены, основанные на каждом телевизионном шоу WWE. На некоторых аренах игроки могут заставить своих рестлеров забраться на титантрон и спрыгнуть с него. Кроме того, в некоторых матчах можно покататься на мотоцикле Гробовщика.
Это первая игра, в которой суперзвезды представлены на разных брендах — Raw и SmackDown!. В этой игре все суперзвезды, включая чемпионов, могут быть задрафтованы на обоих брендах, за исключением неоспоримого чемпиона WWE, который доступен на обоих брендах, пока он является чемпионом.

## Оценки
| Сводный рейтинг    | Сводный рейтинг |
| Агрегатор          | Оценка          |
| ------------------ | --------------- |
| GameRankings       | 83,74 %         |
| Metacritic         | 82/100          |
| Иноязычные издания |                 |
| Издание            | Оценка          |
| EGM                | 7,33/10         |
| Eurogamer          | 8/10            |
| Game Informer      | 7,5/10          |
| GamePro            | [ 8 ]           |
| GameSpot           | 8,9/10          |
| GameSpy            | [ 10 ]          |
| GameZone           | 8,8/10          |
| IGN                | 8,2/10          |
| OPM                | [ 13 ]          |
| X-Play             | [ 14 ]          |
| BBC Sport          | 87 %            |

К июлю 2006 года игра была продана в количестве 1,1 миллиона копий и заработала 50 миллионов долларов в США. Компания Next Generation поставила ее на 44-е место среди самых продаваемых игр, выпущенных для PlayStation 2, Xbox или GameCube в период с января 2003 года по июль 2006 года в этой стране. Совокупные консольные продажи игр WWE, выпущенных в 2000-х годах, достигли 8 миллионов единиц в США к июлю 2006 года. Игра также получила «платиновую» награду от Entertainment and Leisure Software Publishers Association (ELSPA), что свидетельствует о продажах не менее 300 000 копий в Великобритании.
Игра получила «в целом благоприятные» отзывы, согласно агрегатору рецензий на видеоигры Metacritic. GameSpot назвал ее второй лучшей игрой для PlayStation 2 в ноябре 2002 года. Игра заняла второе место в ежегодном конкурсе GameSpot «Лучшая графика (техническая) на PlayStation 2», первое досталось игре Ratchet & Clank.